# Terebovlia (huyện)
Huyện Terebovlia (tiếng Ukraina: Теребовлянський район, chuyển tự: Terebovlias’kyi raion) là một huyện của tỉnh Ternopil thuộc Ukraina. Huyện Terebovlia có diện tích 1130 km², dân số theo điều tra dân số ngày 5 tháng 12 năm 2001 là 70945 người với mật độ 63 người/km2. Trung tâm huyện nằm ở Terebovl.